# 熱梅納河

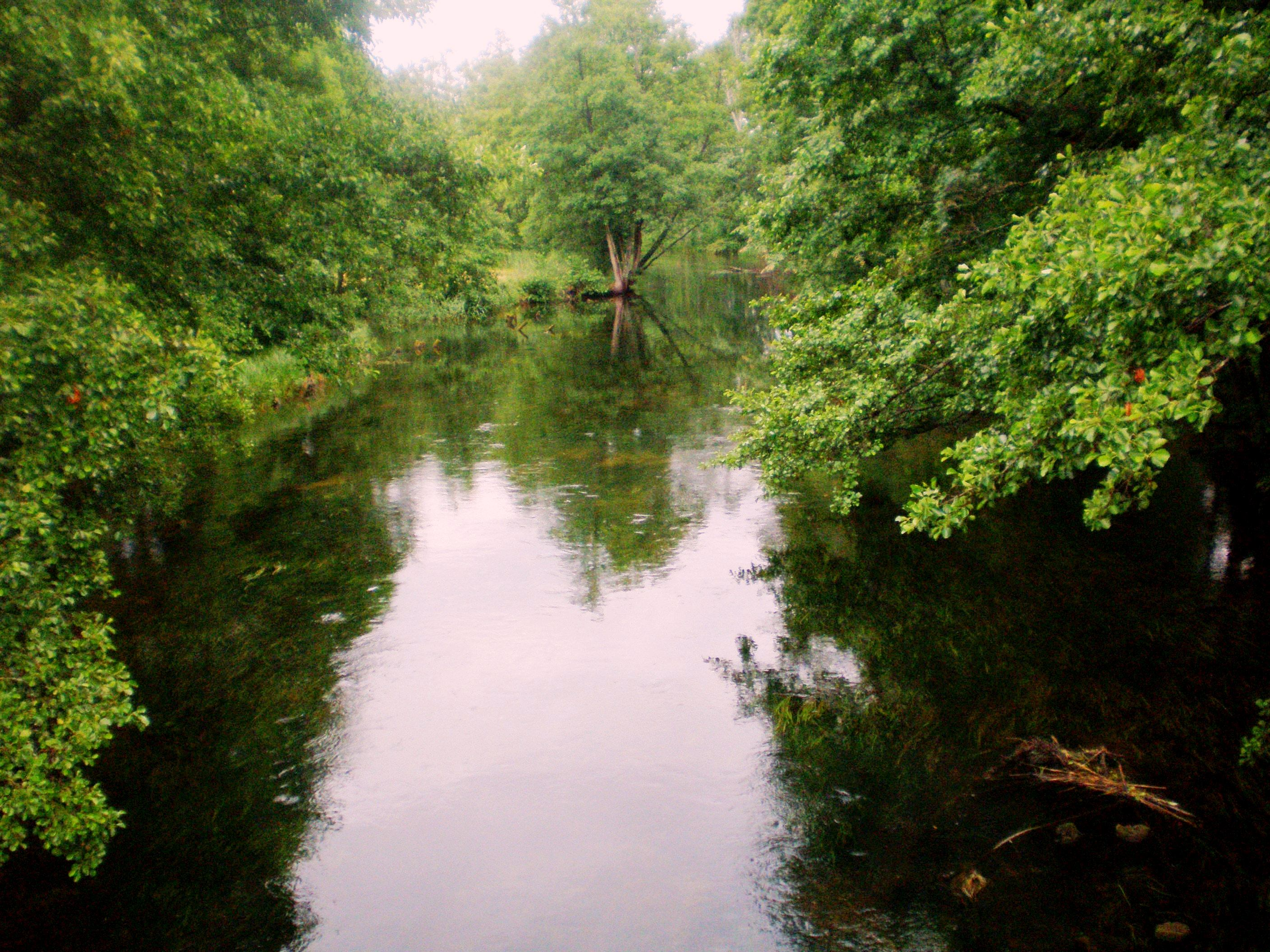

熱梅納河是立陶宛的河流，屬於内里斯河的右支流，位於該國東部，河道全長82公里，流域面積2,793平方公里，是鮭魚的產卵地，河畔城鎮有什文喬內利艾。
54°54′N 25°38′E / 54.900°N 25.633°E